# Европа сейчас!
Движение «Европа сейчас!» (черног. Pokret "Evropa sad!", серб. Покрет "Европа сад!"; ПЕС! / PES!) — черногорское антикоррупционное и проевропейское политическое движение, основанное бывшими министром финансов и социального обеспечения Милойко Спаичем и министром экономического развития Яковом Милатовичем 26 июня 2022 года.
Движение участвовало в местных выборах в октябре 2022 года и провело депутатов в местные законодательные собрания восьми из четырнадцати общин, где проходило голосование. Представители движения стали председателями общин Подгорица и Даниловград.
Ключевыми программными обещаниями движения являются средняя заработная плата в размере 1000 евро, минимальная пенсия в размере 450 евро и нулевой уровень безработицы с упором на верховенство закона и ускорение европейской интеграции.
Сооснователь движения «Европа сейчас!» Яков Милатович победил на президентских выборах 2023 года.
На парламентских выборах 2023 года движение заняло первое место по числу голосов и получило 24 места в Скупщине. 31 октября Скупщина Черногории утвердила правительство во главе с Милойко Спаичем. Партия получила 11 из 23 мест в правительстве.